# 孫永寿
孫 永寿（ソン・ヨンス、朝鮮語: 손영수/孫永壽、1902年8月12日または1905年 - 没年不詳）は、大韓民国の政治家、実業家。初代河東郡郡守、第4代馬山市長、第4・5代釜山市長、第4代韓国国会議員を歴任した。

## 経歴
慶尚南道釜山出身、本籍地は密陽。東莱高等普通学校、京城法学専門学校、九州帝国大学（現・九州大学）法学部卒。1945年10月24日から1946年2月1日までは初代河東郡守、1947年11月5日から1949年6月20日までは第4代馬山市長、1952年5月8日から1954年7月9日までは第4・5代釜山市長を歴任した。特に4代目市長の在任中の1953年11月27日に発生した釜山大火災により同年12月11日に辞任したものの、その後はまた市長に選ばれ、12月17日より5代目市長となった。他には大韓赤十字社慶尚南道支社長、東亜製塩株式会社社長、釜山市商工会議所議長、洛陽中・高等学校長、自由党中央委員・慶尚南道党委員長、国会懲戒資格委員長などを務めた。

## 活動
釜山市長時代には市内にあった掘っ建て小屋の撤去を行い環境整備をしたほか、大淵出張所と海雲台出張所を設置した。また、自由党所属の国会議員時代は李龍範の側近であった。